# August von Berlepsch
August Sittich Eugen Heinrich von Berlepsch (28. června 1815, Seebach, Mühlhausen – 17. září 1877, Mnichov) byl německý včelař, vynálezce přenosných voštinových rámků a autor knih o chovu medonosných včel.

## Životopis
Pocházel ze starého německého šlechtického rodu. Jeho otcem byl baron August von Berlepsch (1792–1841), matkou Therese, rozená von Wolfersdorf. V lednu 1867 se oženil s ovdovělou spisovatelkou Karolinou Welebilovou, (1829–1899), která měla z prvního manželství tři děti. Jedním z nich byl lékař a odborný spisovatel Guido Künstle (1853–1879). Pouhý rok a půl po svatbě však August von Berlepsch po mrtvici ochrnul a musel být ošetřován. Zemřel v roce 1877.

### Mládí a studia
Studoval právo, filozofii a teologii v Gotě, Halle, Bonnu a v Lipsku. V letech 1836 až 1838 pracoval jako soudní čekatel v Mühlhausenu. Kvůli studiu se odstěhoval do Mnichova, kde si přímo ve městě držel několik včelstev a pozoroval jejich rojení.
Když jsem žil v Theresienstraße, nechával jsem včely vylétat z oken své ložnice. Ale když se mi v červnu 1840 přes veškerou pozornost rojila jedna z košnic, vyletěl celý roj ven a usadil se v Ludwigsstraße na drožce. Policie mi pod pohrůžkou trestem nařídila, abych dal svoje úly pryč.
August von Berlepsch, Z deníku Augusta von Berlepsche
Poté převzal otcovské panství a řídil ho 17 let. Vlastnil asi 100 včelstev ve slaměných úlech, takzvaných košnicích. V roce 1858 se přestěhoval do Gothy a věnoval se výhradně včelařství.

## Chov včel
Berlepsch obhajoval zejména hluboké propojení mezi vědou a praxí ve včelařství. Doporučil podporu výuky o včelách a zasazoval se o výdělečné včelařství, které se může udržet používáním kočovných úlů. Jeho hlavním dílem byl objev pohyblivých včelích rámků, které jsou stále využívány a byly dokonce výhodnější než rámky s kulatými tyčemi (horními ločkami), které doporučoval Jan Dzierżon. Takovou konstrukci sice jako první zhotovil český lesník a včelař Jan Wunder. Berlepsch tyto rámky roku 1853 zavedl v Německu, a to nezávisle na americkém pastoru a včelaři Lorenzovi Langstrothovi. Jeho rámky měly tu výhodu, že včelař mohl z úlu vyjmout jednotlivé plástve, aniž by přitom poškodil včely. Berlepsch umístil celkem 30 rámků do experimentálního úlu s třemi nástvky a vyvinul praktický způsob obsluhy. Navrhl pro ně dvířka ze skla, aby mohl být lépe pozorován způsob, jakým včely žijí.
Roku 1853 obhajoval Berlepsch v časopise pro včelaře Eichstädter Bienenzeitung ve svých dopisech vědecký objev Jana Dzierzona o partenogenezi, tedy vzniku trubců z neoplodněných vajíček. Pro římskokatolickou církev tato teorie znamenala rouhání a spor o tuto teorii trval deset let. Berlepsch doložil Dzierżonovu „vynikající prozíravost“ a „extrémně vzácný dar pozorování“. Se svými kolegy Rudolfem Leuckartem a Carlem von Siebold prováděl roku 1855 mikroskopická pozorování mladých včel.

## Dílo
- 1860 Die Biene u. ihre Zucht mit beweglichen Waben in Gegenden ohne Spätsommertracht (Včela a její chov s pohyblivými voštinami v oblastech bez pozdní letní květeny)
- 1860 Die Biene und die Bienenzucht in honigarmen Gegenden nach dem gegenwärtigen Standpunct der Theorie und Praxis (Včela a její chov v medem chudých oblastech podle současného hlediska teorie a praxe[2]
- 1875 Die Bienenzucht nach ihrem jetzigen rationellen Standpunkt (Včelařství ze současného racionálního hlediska)